# Espresso

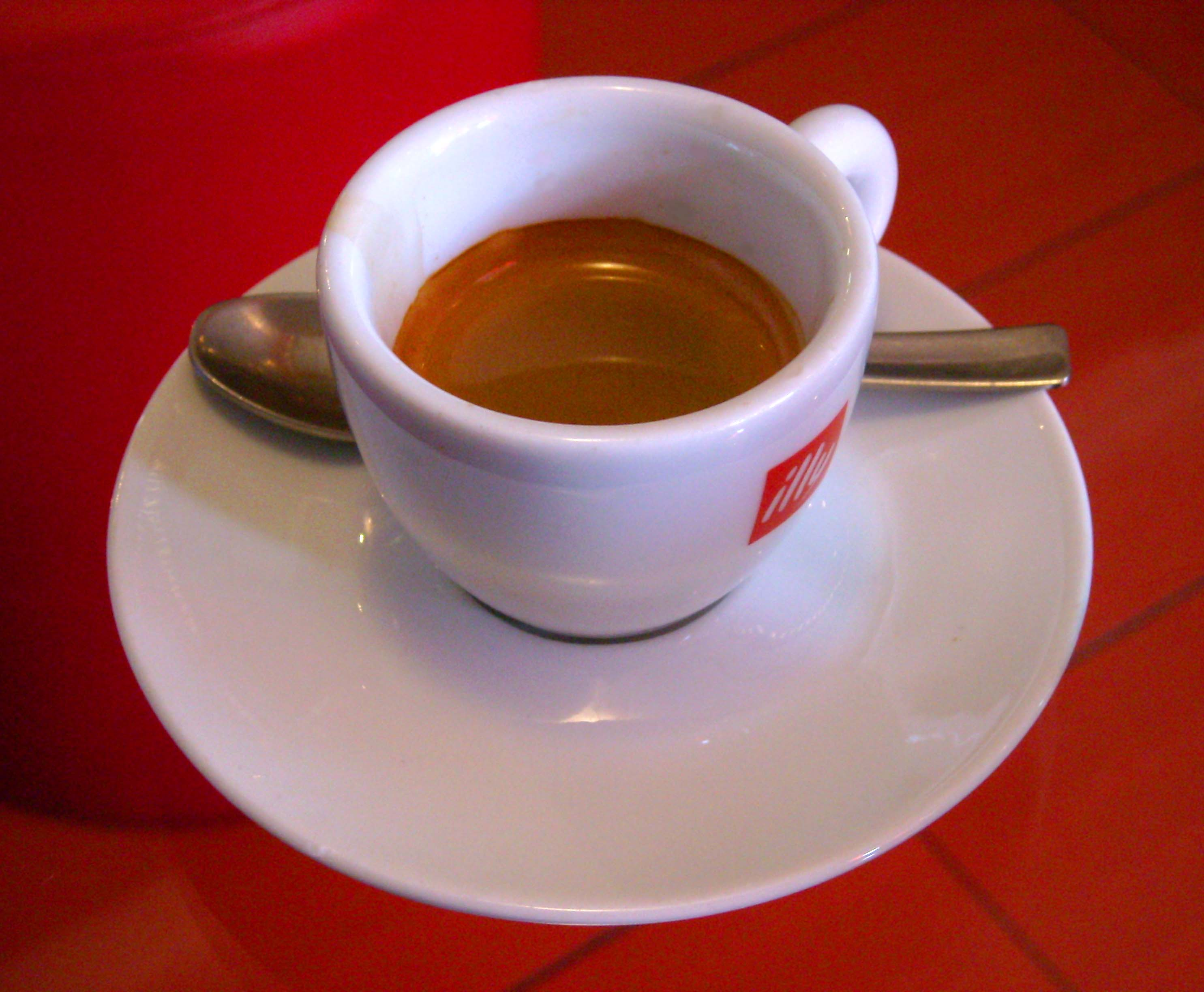
Espresso in klassiek porseleinen kopje

Espresso is koffie die bereid wordt door heet water onder hoge druk door fijn gemalen koffie te persen. Espresso wordt gedronken uit een klein kopje.

## Ontstaan
Tijdens de wereldtentoonstelling van 1855 in Parijs werd het prototype van de eerste espressomachine gepresenteerd. Het was de Milanese ingenieur Luigi Bezzera die het apparaat ontwikkeld had. 
Rond 1900 werden in Italië variaties op deze zetmethode bedacht waardoor bereidingen per kop mogelijk werden - 'expres' voor één persoon gemaakt. De naam 'Espresso' was geboren. De etymologie van het woord is onderwerp van discussie. Voor de hand ligt een afleiding van het voltooid deelwoord van het Latijnse werkwoord exprimere, uitpersen, uitknijpen, namelijk expressus; anderen zeggen (espresso: Italiaans voor 'uitdrukkelijk' of letterlijk: onder druk, es presso). Vanaf 1901 kwam het apparaat in productie en begon het de wereld te veroveren. De stoom die door het koffiepoeder werd gedrukt, verbrandde de koffie echter waardoor het eindproduct een bittere bijsmaak kreeg.
Dit probleem werd door Francesco Illy in 1935 verholpen door stoomdruk door luchtdruk te vervangen en water van 92-96 °C te gebruiken.

## Bereiding

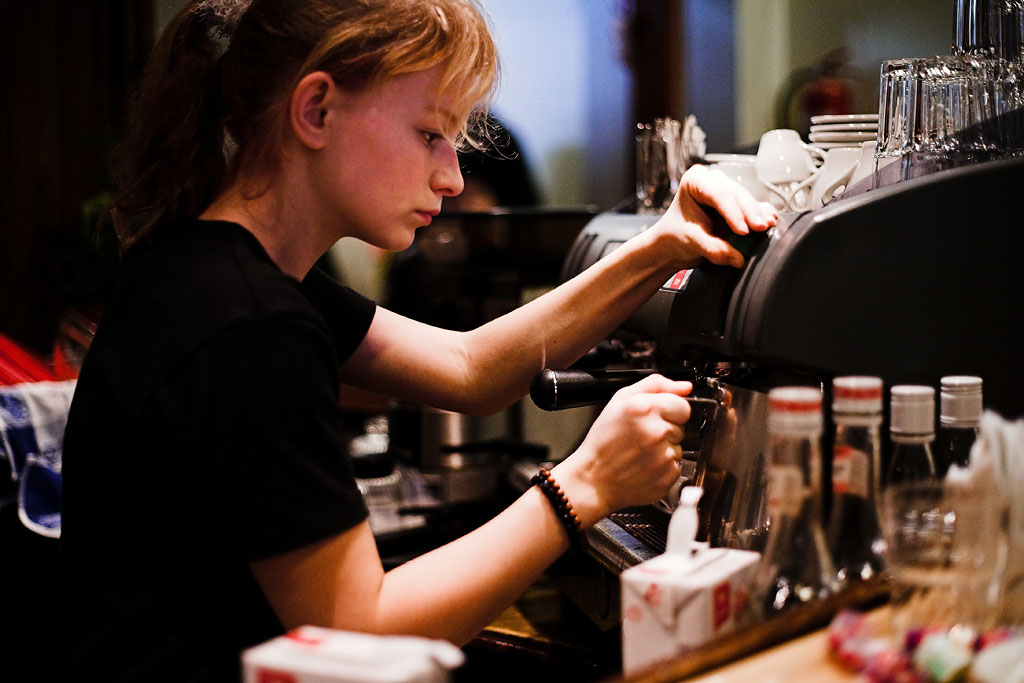
Een barista aan het werk

Espresso zetten is een delicate bezigheid. Dit proces wordt traditioneel gedefinieerd door de volgende karakteristieken:
6,5 - 7,5 gram
20 - 30 seconden
8 - 9 bar
92 - 96 °C
Dat wil zeggen: voor één espresso (ook wel een shot genoemd of zo'n 30 ml koffie) wordt water van zo'n 95 °C door 6,5-7,5 gram koffie gestuwd bij een druk van tussen 8 en 9 bar, gedurende 20 tot 30 seconden.
In Italië noemt men een kopje espresso gewoonlijk een 'caffè'. Een degelijke espresso wordt - behalve door de intense smaak - gekarakteriseerd door een laagje bruine crema die vetten en suikers bevat die door de druk uit de koffie worden geperst. Ondanks de krachtige smaak, bevat een kopje espresso van 30 ml minder cafeïne dan een kop filterkoffie. Per honderd gram bevat espresso beduidend meer cafeïne dan gepercoleerde koffie, 212 mg tegenover 40 mg. De persoon in een horecabedrijf die zich met de espresso en aanverwante dranken bezighoudt wordt de barista genoemd.
Typisch Italiaans is het glaasje water wat erbij geserveerd wordt. 

## Varianten

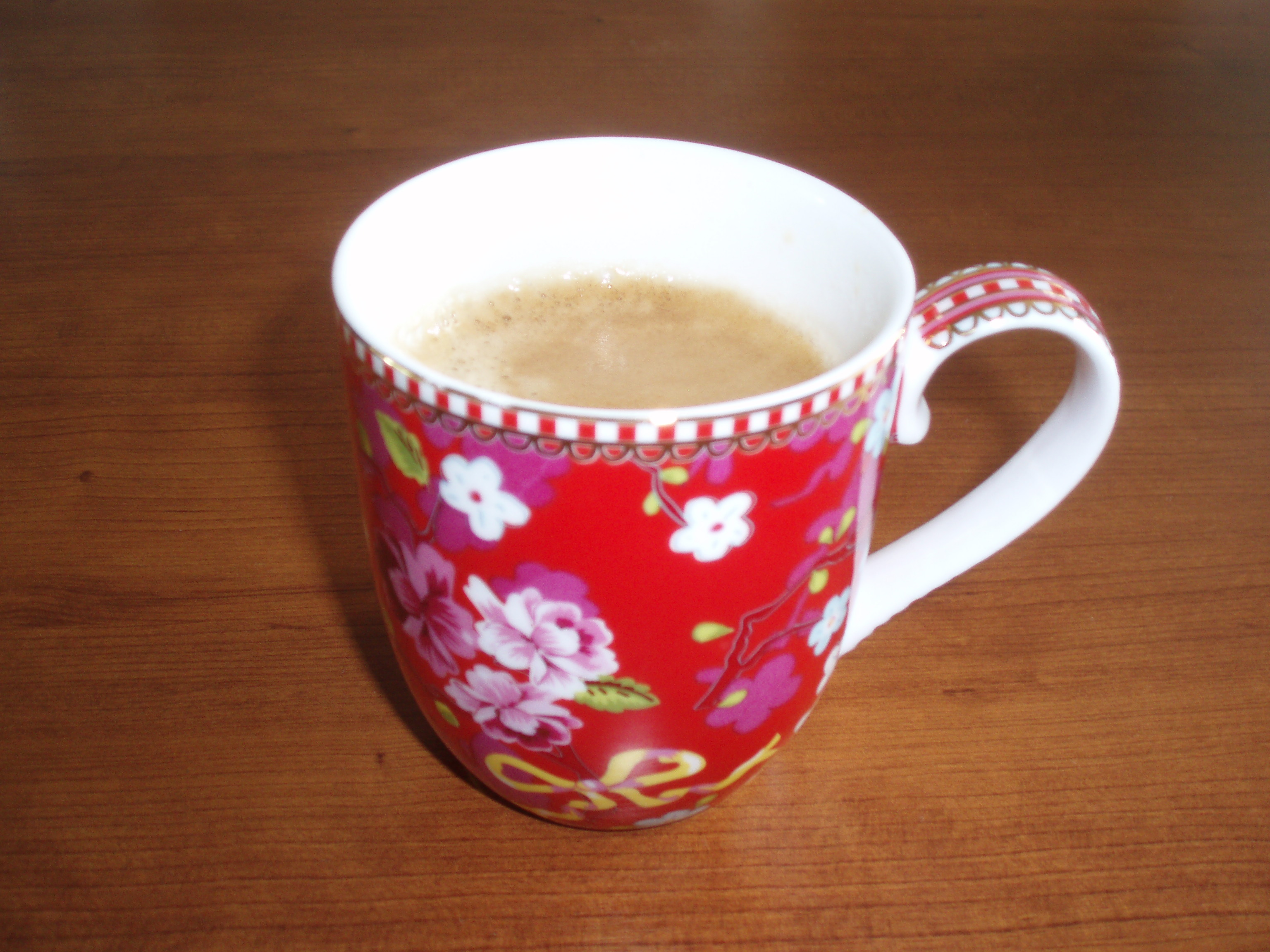
Een kopje caffè lungo. Meer koffie maar ook wat bitterder.

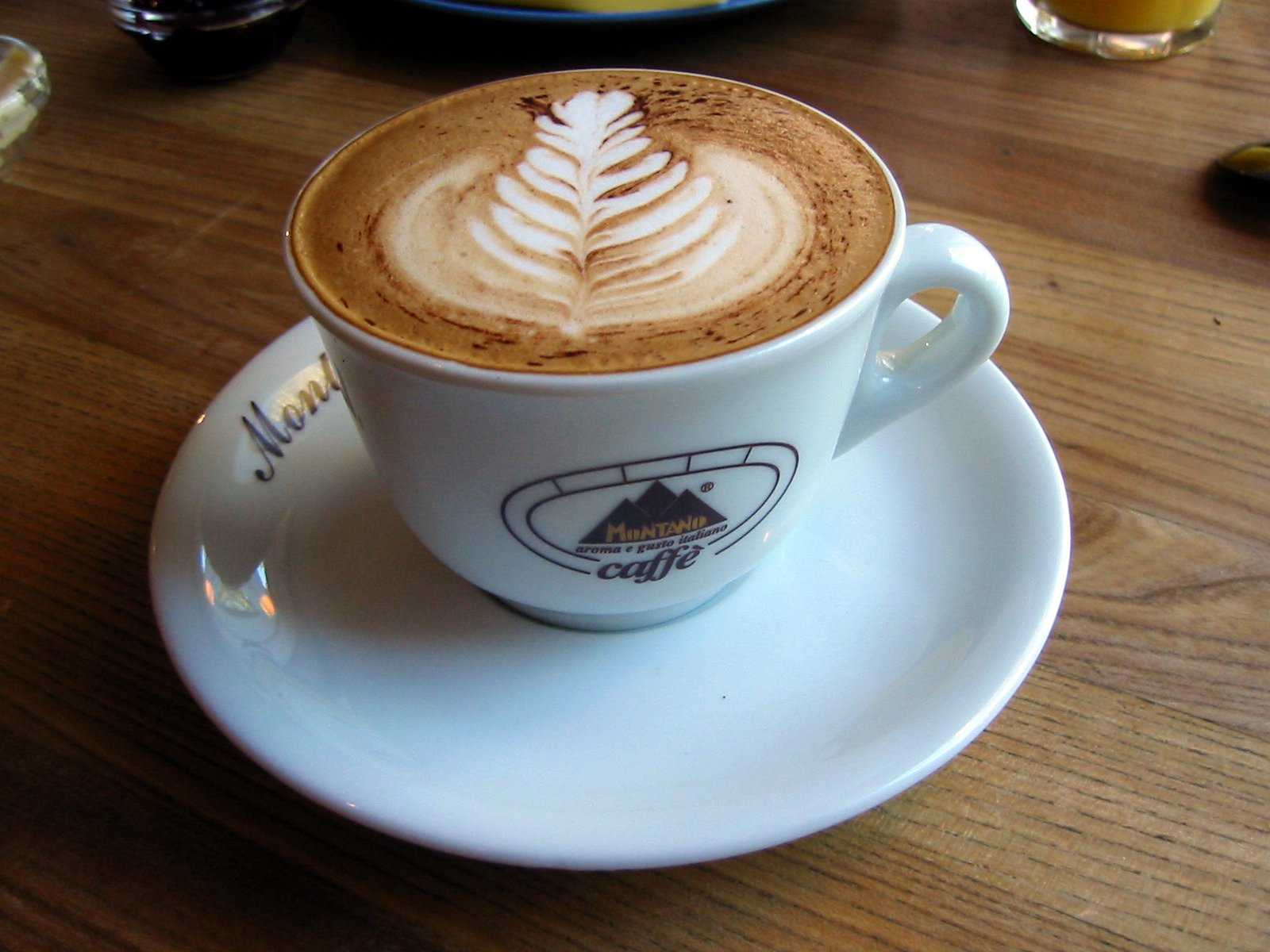
Cappuccino, espresso met warme melk en melkschuim.

Op espresso gebaseerde koffies zijn:
- de doppio (een dubbele espresso in een kopje)
- de ristretto (een espresso met een kleiner volume, oorspronkelijk met de volledige extractietijd, hoewel er regelmatig naar verhouding minder water wordt gebruikt om de smaak te versterken)
- de caffè lungo (een espresso die wat langer "door blijft lopen" zodat de bittere bestanddelen in het maalsel opgelost worden en het volume groter is)
- de caffè americano (een espresso aangevuld met heet water, is dus een lungo die minder bitter is. Hij lijkt op filterkoffie)

Varianten met melk:
- de caffè macchiato ("gevlekte koffie", een espresso met een toef melkschuim)
- de cappuccino (een enkel shot espresso met 100 ml gestoomde melk en melkschuim in een kopje van ongeveer 125 ml)[5]
- de caffè panna (espresso met slagroom)
- de caffè latte (een espresso met gestoomde melk. Meer melk dan cappuccino)
- de latte macchiato (gestoomde opgeschuimde melk met daaraan voorzichtig een espresso toegevoegd waardoor een gelaagde structuur ontstaat)
- de cortado (een espresso met een gelijke hoeveelheid warme melk, oorspronkelijk uit Spanje)
- de flat white (een dubbele espresso met microschuim, oorspronkelijk uit Nieuw-Zeeland)

Andere varianten:
- de caffè corretto ("gecorrigeerde koffie", een espresso met een scheut grappa, sambuca of brandy, met name in Noord-Italië wordt een glaasje grappa bij de koffie geserveerd)
- de espresso martini, espresso met wodka en likeur

## Voetnoten
1. ↑  Elisabetta Sandri, 2001: "... da cui il nome di espresso: fatto al momento per chi lo richieda", Il caffè: piccola storia di aromi (ital.)
2. ↑  http://www.espressoitaliano.org/files/File/istituzionale_inei_lq_it.pdf p 7. Gearchiveerd op 5 november 2021.
3. ↑  USDA National Nutrient Database
4. ↑  Voedingscentrum.nl geeft waarden van resp 130 en 70 mg per 100 g link. Gearchiveerd op 26 april 2023.
5. ↑  http://www.espressoitaliano.org/files/File/istituzionale_inei_lq_it.pdf p8. Gearchiveerd op 5 november 2021.